# Pampelonne
Pampelonne är en kommun i departementet Tarn i regionen Occitanien i södra Frankrike. Kommunen ligger i kantonen Pampelonne som tillhör arrondissementet Albi. År 2022 hade Pampelonne 959 invånare.

## Befolkningsutveckling
Antalet invånare i kommunen Pampelonne
| Referens: INSEE |